# Enrique Molina Pico
Enrique Emilio Molina Pico (Buenos Aires, 16 de septiembre de 1938) es un militar argentino veterano de guerra de Malvinas en situación de retiro con el grado de almirante. Fue jefe del Estado Mayor General de la Armada (JEMGA) desde el 13 de julio de 1993 hasta el 24 de julio de 1996.

## Familia
Enrique Molina Pico está casado con María Graciela Quintero Cabrera, con quien tuvo tres hijos que le dieron seis nietos.
Uno de sus hijos es Diego Molina Pico, quien se desempeñó como fiscal en el caso García Belsunce.

## Carrera professional
Molina Pico ingresó a la Escuela Naval Militar en 1955, una vez terminados sus estudios secundarios. En 1959 egresó de dicha academia de formación militar con la jerarquía de guardiamarina.

### Cursos de especialización militar
Obtuvo el título de Ingeniero en Mantenimiento de parte de la Escuela Politécnica de la Armada Argentina en el año 1966. Posteriormente lograría conseguir el título de Diplomado en el Curso Superior y también se consagró como Especialista en Minado y Antiminado entre los años 1967 y 1968 en la Academia Naval de la Marina Italiana. Se recibió de Oficial de Estado Mayor en la Escuela de Guerra Naval Argentina en 1976 y cuatro años después logró hacerse con el título de Diplomado de Estudios Militares Superiores, en la Escuela Superior de Guerra de la República Francesa. En 1998 se recibió de Licenciado en Sistemas Navales en el Instituto Universitario Naval.
Recibió la medalla de oro en tres graduaciones: en la Escuela Naval Militar; Cuando obtuvo el título de "Ingeniero en Mantenimiento" en la Escuela Politécnica Naval y en la Universidad Nacional del Sur -compartida- por trabajos en seminarios.

### Destinos militares
En 1960 realizó un viaje de instrucción en carácter de personal miembro de la Plana Mayor del buque escuela de la Armada del Brasil. Tiempo después fue el segundo comandante del barreminas ARA Tierra del Fuego y del buque oceanográfico ARA Puerto Deseado. Posteriormente fue comandante del buque hidrográfico ARA Comodoro Rivadavia, luego cumplió el mismo rol al ser puesto al frente de una Unidad Minadora. La Guerra de las Malvinas tuvo lugar mientras Molina Pico era comandante del destructor misilístico ARA Hércules en 1982.
Posteriormente fue puesto al frente de la División de Corbetas de la Flota de Mar. Luego de servir en el Estado Mayor General de la Armada en las áreas de Política y Estrategia y Medios Navales sería en el año 1990 agregado naval a la Embajada Argentina en los Estados Unidos y Canadá con asiento en la ciudad de Washington D. C., en ese puesto se desempeñó en carácter de Jefe de las Fuerzas Navales destacadas en Centro América en el Golfo de Fonseca a órdenes de las Naciones Unidas. Formó parte de la elaboración del plan político de la intervención de la República Argentina en el Golfo Pérsico, durante la Operación Tormenta del Desierto. Luego efectuó las coordinaciones operativas y logísticas que permitieron el desarrollo de la operación mencionada.
El Congreso Nacional le otorgó una condecoración por su actuación en la guerra de Malvinas. Fue acreedor de varias distinciones extranjeras entre las que se destaca "La Legión al Mérito" (grado de oficial) impuesta por el presidente de los Estados Unidos por su contribución en la guerra del Golfo Pérsico.
De regreso a Argentina, durante los años 1991 y 1992 ejerció el cargo de comandante de la Flota de Mar, y desde diciembre de 1992, siendo vicealmirante, fue comandante de Operaciones Navales. En el mes de julio del año 1993 el entonces titular de la marina de guerra, Almirante Jorge Osvaldo Ferrer, pide su pase a retiro. El saliente comandante fue reemplazado el 13 de julio de 1993 por Enrique Emilio Molina Pico, quien asumió el cargo de jefe del Estado Mayor General de la Armada y fue ascendido posteriormente a la jerarquía de almirante.
El 24 de julio de 1996 el almirante Carlos Alberto Marrón sustituyó a Enrique Molina Pico, quien pasó a retiro, en el cargo de titular de la Armada de la República Argentina.

## Formación académica apartada del ámbito militar
El Almirante Enrique Emilio Molina Pico ha cursado numerosas carreras fuera del ámbito militar a lo largo de su trayectoria, las mismas son: doctor en las Ciencias Políticas, cursado en la Universidad Católica Argentina en el año 1967; licenciado en Relaciones Internacionales, título que consiguió en la Universidad de Belgrano durante el año 1985; Tres años después, en la misma universidad consiguió el título de doctor en Ciencias de la Administración.
En la Universidad Católica Argentina fue profesor de la asignatura «Política de la Defensa» en la carrera de Ciencias Políticas.
En los primeros meses del año 2000 se lo designó como rector del Instituto Tecnológico de Buenos Aires (ITBA), una prestigiosa universid privada.
El 27 de octubre de 2011 dejó de ejercer el cargo de Vocal del Comité Ejecutivo del Consejo Argentino para las Relaciones Internacionales, con el cual fue investido el 21 de septiembre de 1998.